# Національна партія Австралії
Національна партія Австралії (англ. National Party of Australia, Nationals) — австралійська політична партія.
Первісно мала назву «Аграрна партія» (Country Party), з 1975 — «Національна аграрна партія» (National Country Party), а з 1982 має сучасну назву.
Невелика партія, що з 1940-х років традиційно блокується з Ліберальною партією як на федеральному рівні, так і у більшості штатів. У коаліційних урядах лідер Національної партії зазвичай займає пост заступника прем'єр-міністра.
На виборах 2004 коаліція отримала більшість не лише у Палаті представників, але й у Сенаті. На рівні штатів обидві ці партії знаходяться в опозиції у всіх штатах і територіях країни.
Створена у 1922 об'єднанням декількох фермерських партій окремих сільськогосподарських штатів, незадоволених економічною політикою уряду Біллі Г'юза. Добившись визнання серед виборців, спромоглась позбавити коаліцію, що правила, у парламенті й змусила Г'юза піти у відставку. Найбільшим впливом користувались у 1950-1960-ті роки, у коаліції з Ліберальною партією. Зі зменшенням сільського населення її вплив поступово зменшується.

## Лідери Національної партії
- Вільям Маквільямс 1920-21
- Ерл Пейдж 1921-39
- Арчі Камерон 1939-40
- Артур Фадден 1940-58
- Джон Маківен 1958-71
- Дуг Ентоні 1971-84
- Іен Сінклер 1984-89
- Чарлз Блант 1989-90
- Тім Фішер 1990-99
- Джон Андерсон 1999—2005
- Марк Вейл 2005—2007
- Воррен Трасс 2007—2016
- Барнабі Джойс 2016—2018
- Майкл Маккормак 2018—2021
- Барнабі Джойс 2021—2022
- Девід Літтлпрауд з 30 травня 2022